# Енеада
Енеада (на гръцки: Ἐννεάς, Енеас, в превод деветка) се нарича група от девет изначални божества в древноегипетската митология, която възниква в град Хелиопол. Смята се за най-древната теогонична и космогонична система в Древен Египет.

## Митология
| R8 | R8 | R8 |

| R8 | R8 | R8 |

| R8 | R8 | R8 |

| R8 | R8 | R8 |

| R8 | R8 | R8 |

| R8 | R8 | R8 |

Според митовете самосъздалият се от хаоса бог Атум, изплювайки собственото си семе, създава бог Шу и богиня Тефнут – първата божествена двойка. Те раждат бог Геб и богиня Нут, от които произлизат последните две двойки от хелиополската Енеада – божествата Озирис и Изида и Сет и Нефтида.
Божествата Шу (въздуха, пространството между небето и земята), Тефнут (влагата), Геб (земята) и Нут (небето) са песонифицирани изначални стихии. Въпреки че са споменавани в древноегипеските религиозни текстове, на тях не са издигани храмове. Изключение прави единствено Хелиопол, където те имат конкретни култови места за почитание.
Тези девет божества са считани от древните египтяни за първите египетски владетели; след тях властта е поета от Хор. Според изследователите оформянето на енеадата е дело на теологичното творчество на хелиополските жреци. Известна е от дълбока древност (засвидетелствана е в Текстовете от пирамидите), като в началото божествата в нея не са единна общност. По-късно, по образец на хелиополската енеада, се създават енеади божества и в други древноегипетски градове.

## Галерия
- Атум
- Шу
- Тефнут
- Геб
- Нут
- Озирис
- Изида
- Сет
- Нефтида